# Tettonofisica
La tettonofisica è una branca della geotettonica, ossia di quella scienza che rivolge la sua attenzione all'architettura della crosta terrestre. In particolare la tettonofisica studia, mediante le leggi della fisica teorica e sperimentale e tramite l'ausilio di modelli di laboratorio, l'origine e l'evoluzione dei processi deformativi della crosta terrestre in relazione ai processi che si verificano nel mantello.
| Controllo di autorità | Thesaurus BNCF 48010 |